# Bronisław Huberman

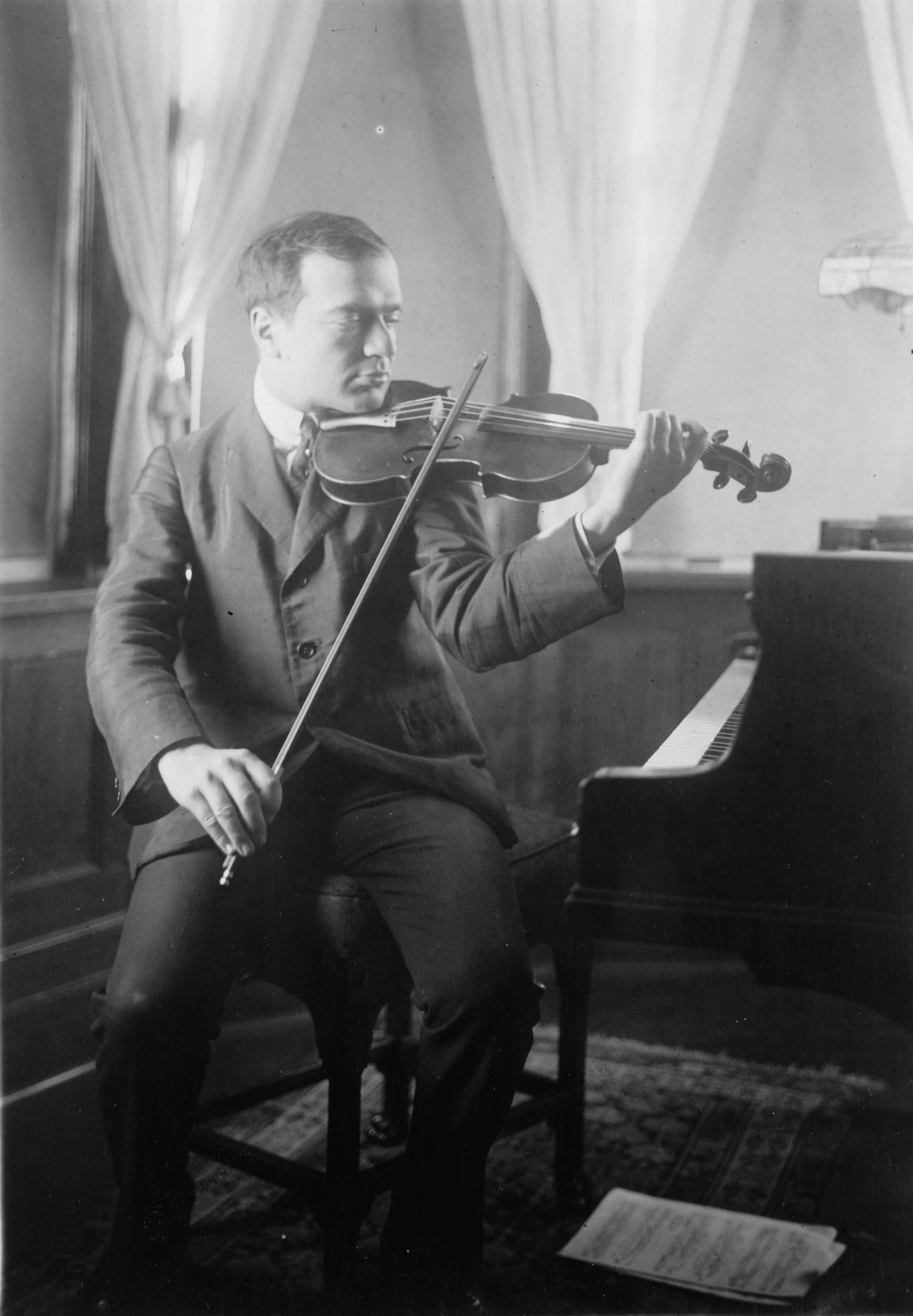
Bronisław Huberman

Bronisław Huberman, född 19 december 1882, död 16 juni 1947, var en polsk violinist.
Huberman var elev till Michalowicz och Lotto i Warszawa, senare till Joseph Joachim. Huberman, som tillhörde de mest uppburna fiolspelarna av virtuos riktning, skrev 1912 en bok om violinspel, Aus der Werkstatt des Virtuosen. Under många var Huberman verksam i en mängd tidskrifter och föredragsturneer till förmån för de Paneuropeiska tankarna.